# Melochia melissifolia
Melochia melissifolia är en malvaväxtart som beskrevs av George Bentham. Melochia melissifolia ingår i släktet Melochia och familjen malvaväxter. Utöver nominatformen finns också underarten M. m. mollis.